# Aspidosperma cuspa
Aspidosperma cuspa é uma espécie de plantas com flores. Foi descrito pela primeira vez por Carl Sigismund Kunth, e recebeu o nome exato por Sidney Fay Blake e Henri François Pittier. Aspidosperma cuspa pertence ao gênero Aspidosperma e à família Apocynaceae.
Este tipo de planta é encontrado em:
- Haiti
- República Dominicana
- Colômbia
  - Departamento de Antioquia
  - Departamento del Atlántico
  - Departamento de Bolívar
  - Departamento del Cesar
  - Departamento de Cundinamarca
  - Departamento del Huila
  - Departamento del Magdalena
- Trinidad (Trinidad e Tobago)
- Paraguai
- Brasil
  - Rio Grande do Norte
  - Pernambuco
  - Bahia
  - Mato Grosso
  - Goiás
  - Mato Grosso do Sul
  - Minas Gerais
  - São Paulo
  - Rio de Janeiro
- Venezuela
  - Amazonas
  - Estado Anzoátegui
  - Estado Aragua
  - Estado Bolívar
  - Estado Carabobo
  - Estado Cojedes
  - Delta Amacuro
  - Estado Falcón
  - Estado Guárico
  - Estado Lara
  - Miranda (estado)
  - Estado Nueva Esparta
  - Estado Portuguesa
  - Estado Táchira
  - Estado Zulia
- Ilha Margarita
- Panamá
- Bolívia
  - Santa Cruz

Não há tipos listados como este.